# Jesus Is King
Albums de Kanye West
Kids See Ghosts
(2018) Donda
(2021)
Jesus Is King est le 9e album studio du rappeur américain Kanye West, sorti en 2019. L’album est de style hip-hop chrétien, West le décrivant comme « une expression de l’Évangile ». West a formé son groupe Sunday Service en janvier 2019, interprétant des chansons gospel et des reprises de chansons tirées de sa propre discographie. Sunday Service a interprété les chansons Water et Everything We Need en direct avant leur sortie.
Jesus Is King présente des featurings de Clipse, Ty Dolla Sign, Kenny G, Fred Hammond, Ant Clemons et Sunday Service.
Dans cet album se trouvent des compositions signées par de nombreux producteurs comme Kanye West, Benny Blanco, E*vax, Finatik N Zac, Francis Starlite, Labrinth, Mike Dean, Pi'erre Bourne, Ronny J, Timbaland ou encore Warryn Campbell.
La chanson gospel qui clôt l'album, Jesus is Lord, contient un sample provenant de la pièce instrumentale Un homme dans la nuit, qui apparait sur l'album instrumental Black Sun, créé en 1978 par l'auteur-compositeur-interprète québécois Claude Léveillée qui, à la fin des années 1950, fut parolier de la chanteuse française Edith Piaf. Claude Léveillée, décédé en 2011, est crédité, de façon posthume, comme compositeur sur l'album de Kanye West. Black Sun fut créé avec l'étroite collaboration du musicien québécois Michel Lefrançois, anciennement des groupes Dionysos, L'Infonie, Éternité et Maneige, et collaborateur de Shawn Phillips, Lorraine Desmarais, Claude McKenzie (du duo amérindien Kashtin), et Serge Fiori, chanteur et multi-instrumentiste du groupe québécois Harmonium dont l'album La cinquième saison figure à la 36e position du palmarès des meilleurs albums de musique progressive, établi en 2015 par le magazine Rolling Stone.

## Accueil critique
Jordan Bassett de NME apprécie globalement l'album qui intervient selon lui après un Ye trop court et inabouti, même si ce nouvel opus n'est pas un « chef d’œuvre comme My Beautiful Dark Twisted Fantasy et The Life of Pablo ».
Dans la critique des Inrockuptibles, Théo Dubreuil met en avant la qualité de la production de l'album : « Minimaliste à souhait, Jesus Is King profite de l’art du dépouillement de Kanye déjà éprouvé sur Ye. Avec une rigueur quasi-ascétique, le disque est magnifié par la technique de sampling (voix pitchées à l’appui) du maestro de Chicago » et les thèmes abordés « si Jesus Is King touche souvent juste dans son exploration intime de la foi (et au-delà), cela n’empêche pas le rappeur de réaffirmer ses propos sur l’esclavage sous couvert de quelques analogies chrétiennes lourdingues ».
Dans Le Monde, Stéphanie Binet écrit notamment « Les titres les plus réussis de ce disque sont ceux où il invite ses collègues, comme le rappeur Ty Dolla Sign et le chanteur Ant Clemons pour Everything we Need. Le deuxième, révélation de Jesus is King, impose une nouvelle fois sa voix de falsetto sur le très apaisant Water. Et, pour Use This Gospel, Kanye West a accompli un miracle : il a réuni les deux frères du duo Clipse, qui avaient pourtant juré de ne plus enregistrer ensemble [...] Miraculeux, cet album ne l’est pourtant pas, mais son auteur aura rapidement l’occasion de se rattraper sur un dixième opus, promis pour Noël ».
Pour Libération, il s'agit d'un « disque riche dont on entrevoit tout juste qu’il va nous accompagner sans doute bien plus longtemps que la religion accompagnera son créateur ».

## Pochette
La pochette de l’album représente un Disque microsillon bleu avec des inscriptions jaune où est écrit le titre, Kanye West, « 33RPMLP » et « New Songs AR1331A ».
La pochette peut notamment rappeler Yeezus avec cette simplicité montrant sobrement un cd.

## Liste des titres
Source : Tidal
| 1.    | Every Hour (featuring Sunday Service)                      | - West - Budgie - Vindver                                                                           | 1:52 |
| 2.    | Selah                                                      | - West - E*vax - Vindver (co.) - BoogzDaBeast (co.) - Francis Starlite (add.) - Benny Blanco (add.) | 2:45 |
| 3.    | Follow God                                                 | - West - BoogzDaBeast - Xcelence                                                                    | 1:45 |
| 4.    | Closed on Sunday                                           | - West - Brian "AllDay" Miller - Vindver - Lopez - Timbaland                                        | 2:32 |
| 5.    | On God                                                     | - West - BoogzDaBeast - Cerda - Pi'erre Bourne (co.) - Vindver (add.)                               | 2:16 |
| 6.    | Everything We Need (featuring Ty Dolla Sign & Ant Clemons) | - West - Ronny J - FNZ - Vindver (co.) - BoogzDaBeast (co.) - Mike Dean (add.)                      | 1:56 |
| 7.    | Water (featuring Ant Clemons)                              | - West - BoogzDaBeast - Vindver (co.) - Lopez (co.) - Timbaland (co.)                               | 2:48 |
| 8.    | God Is                                                     | - West - Campbell - Labrinth - Vindver (co.) - Lopez (co.)                                          | 3:23 |
| 9.    | Hands On (featuring Fred Hammond)                          | - West - Vindver - Lopez - Timbaland                                                                | 3:23 |
| 10.   | Use This Gospel (featuring Clipse & Kenny G)               | - West - Vindver - Lopez - Timbaland - DrtWrk - Bourne (co.) - BoogzDaBeast (co.)                   | 3:34 |
| 11.   | Jesus Is Lord                                              | - West - AllDay - Vindver - Lopez - Timbaland                                                       | 0:49 |
| 27:04 |                                                            | |      |

Notes
- Selah contient des voix additionnelles de Sunday Service, Ant Clemons et Bongo ByTheWay
- Everything We Need et Water contiennent des voix additionnelles de Sunday Service Choir
- God Is contient des voix additionnelles de Labrinth

## Classements hebdomadaires
| Classement (2019)                   | Meilleure place |
| ----------------------------------- | --------------- |
| Allemagne (Media Control AG)        | 19              |
| Australie (ARIA)                    | 1               |
| Autriche (Ö3 Austria Top 40)        | 9               |
| Belgique (Flandre Ultratop)         | 6               |
| Belgique (Wallonie Ultratop)        | 20              |
| Canada (Canadian Albums Chart)      | 1               |
| Danemark (Tracklisten)              | 1               |
| Écosse (OCC)                        | 44              |
| États-Unis (Billboard 200)          | 1               |
| États-Unis (Top R&B/Hip-Hop Albums) | 1               |
| Finlande (Suomen virallinen lista)  | 4               |
| France (SNEP)                       | 16              |
| Irlande (Irish Albums Chart)        | 2               |
| Italie (FIMI)                       | 18              |
| Norvège (VG-lista)                  | 1               |
| Nouvelle-Zélande (RIANZ)            | 1               |
| Pays-Bas (Mega Album Top 100)       | 3               |
| Royaume-Uni (UK Albums Chart)       | 2               |
| Royaume-Uni (R&B Albums)            | 1               |
| Suède (Sverigetopplistan)           | 2               |
| Suisse (Schweizer Hitparade)        | 8               |

## Certifications
| Pays              | Certification | Unités certifiées |
| ----------------- | ------------- | ----------------- |
| Danemark (IFPI)   | Or            | 10 000            |
| États-Unis (RIAA) | Or            | 500 000           |
| Royaume-Uni (BPI) | Argent        | 60 000            |

## Le film

Logo du film

Pour accompagner la sortie de l'album, Kanye West dévoile le même jour le film Jesus Is King réalisé par le photographe anglais Nick Knight. D'une durée de 38 minutes, ce film en IMAX met en scène un concert expérimental de l'artiste et de son groupe Sunday Service tourné à l'été 2019 dans le cratère Roden dans l'Arizona, sur le sit de l'œuvre monumentale de land art de l'artiste James Turrell.